# شيخ سيدي ديارا
شيخ سيدي ديارا (من مواليد 31 مايو 1957م، في كايس) عمل سابقًا كمستشار خاص في الأمم المتحدة بشأن إفريقيا، مكتب الممثل السامي للأمم المتحدة لأقل البلدان نموا والبلدان النامية غير الساحلية والدول الجزرية الصغيرة النامية. تم تعيينه في هذا المنصب من قبل الأمين العام للأمم المتحدة بان كي مون في يناير 2008.
منذ عام 1982 كان مفاوضًا في قضايا التكامل والتنمية الأفريقية. وقد لعب دورًا في الشؤون الاقتصادية والإنمائية للأمم المتحدة. وكان من المساهمين في عملية التشاور الحكومية الدولية التي أدت إلى تعزيز المجلس الاقتصادي والاجتماعي. كما كان مناصرا لقضية أفريقيا وأقل البلدان نموا والبلدان النامية غير الساحلية.
ديارا حاصل على درجة الماجستير في القانون العام الدولي والعلاقات الدولية من جامعة داكار في السنغال.